# Алебастрово (Западно-Казахстанская область)
Алебастрово (каз. Алебастрово) — упразднённое село в Теректинском районе Западно-Казахстанской области Казахстана. Входило в состав Тонкерисского сельского округа. Ликвидировано в 2011 г. Код КАТО — 276263102.

## Население
В 1999 году население села составляло 16 человек (8 мужчин и 8 женщин). По данным переписи 2009 года, в селе проживало 12 человек (5 мужчин и 7 женщин).